# That’s All Right
«That’s All Right», также «That’s All Right, Mama» (рус. Всё в порядке) — песня, написанная американским блюзовым певцом Артуром Крадапом и ставшая популярной в исполнении Элвиса Пресли, для которого она стала дебютной пластинкой в 1954 году.

## Оригинальная версия Артура Крадапа
Оригинальная версия «That’s All Right» была записана Артуром Крадапом в Чикаго 6 сентября 1946 года и вышла на сингле RCA Records. Эта запись в 2022 году отнесена  Blues Foundation к классике записей блюза и введена в Зал славы блюза  В марте 1949 года запись была заново выпущена в качестве сингла, но с названием «That’s All Right, Mama».

## Версия Элвиса Пресли
5 июля 1954 владелец мемфисской фирмы звукозаписи Sun Records Сэм Филлипс пригласил Элвиса Пресли, гитариста Скотти Мура и контрабасиста Билла Блэка для демонстрационной записи: Филлипсу хотелось услышать, на что был способен 19-летний Пресли, в частности, услышать, как будет звучать его голос с плёнки. Поначалу ничего выразительного не выходило, после записи множества дублей баллад «I Love You Because» и «Harbour Lights», было решено сделать перерыв. Тут Пресли стал наигрывать на гитаре «That’s All Right», к нему присоединились Блэк и Мур. Этой блюзовой композиции музыканты придали неожиданный ритм. Услышавший игру в студии, Филлипс спросил музыкантов, что они играют. Те признались, что сами не знают. Филлипс попросил их начать песню сначала; после нескольких проб песня была записана. Филлипса особенно поразило то, что Пресли знал негритянскую блюзовую музыку, на которой он сам специализировался. Кроме того, он был озадачен стилем, который в то время нельзя было категоризовать в рамках ни блюза, ни кантри, ни поп-музыки (позже этот стиль будет назван рокабилли). На следующий день Филлипс пригласил знакомого диск-жокея послушать сделанную запись. В результате тот попросил дать ему песню для его радиопрограммы. На радио успех песни был моментальным: пришло множество писем и телеграмм слушателей. Это побудило Филлипса задуматься о выпуске сингла с песней. Несколько дней спустя в том же стиле была записана «Blue Moon Of Kentucky» — кантри-хит Билла Монро 1946 года, — которая пошла на обратную сторону сингла «That’s All Right».
19 июля 1954 года сингл «Элвиса Пресли, Скотти и Билла» появился в продаже (№ кат. Sun 209) и вскоре возглавил местные хит-парады, однако так и не вошёл национальный хит-парад США. Когда фирма RCA Records выкупила в ноябре 1955 года у Филлипса все записи с Пресли, все пять синглов Sun Records, включая «That’s All Right», были переизданы под маркой RCA. Сохранилось лишь два полных дубля (один из них пошёл на сингл) и два прерванных вступления песни, которые впоследствии были изданы. Пресли почти всегда включал «That’s All Right» в свои концерты, как в 1950-е, так и в 1970-е годы, так что существуют множество концертных записей песни.
Летом 2004 года RCA Records развернули широкую маркетинговую кампанию в связи с 50-летием рок-н-ролла, рождение которого лейбл атрибутировал песне «That’s All Right».

## Другие версии
Песню также записывали Марти Роббинс (1954), Карл Перкинс (1958), The Beatles (также Пол Маккартни соло) и другие.